# Oporto (métro de Madrid)
Pour l’article homonyme, voir Oporto (homonymie).
Oporto est une station des lignes 5 et 6 du métro de Madrid, en Espagne.

## Situation
Sur la ligne 5, la station est située entre Urgel au nord-est, en direction de Alameda de Osuna et Vista Alegre à l'ouest, en direction de Casa de Campo. Sur la ligne 6, elle est située entre Opañel au sud-est et Carpetana au nord-ouest.
Elle est établie sous la place Valle de Oro, près de l'avenue de Porto, dans le quartier d'Opañel, de l'arrondissement de Carabanchel. Elle comprend deux voies sur chaque ligne ainsi que deux quais latéraux sur la ligne 5, deux quais latéraux et un central sur la ligne 6.

## Dénomination
La station doit son nom à la ville de Porto (en espagnol : Oporto) au Portugal.

## Historique
La station est ouverte le 5 juin 1968, lors de la mise en service de la ligne 5 entre Callao et Carabanchel.
Le 7 mai 1981, elle devient une station de correspondance quand est mis en service le prolongement de la ligne 6 depuis Pacífico. Elle demeure terminus jusqu'au 1er juin 1983, quand est inauguré le prolongement de la ligne jusqu'à Laguna.

## Service des voyageurs

### Accueil
La station possède quatre accès équipés d'escaliers et d'escaliers mécaniques, mais sans ascenseur.

### Intermodalité
La station est en correspondance avec les lignes d'autobus no 34, 35, 55, 81, 108, 118, N16, N17 et N26 du réseau EMT, ainsi qu'avec les lignes d'autobus interurbains no 481, 484 et 486.